# USS LST-60
O USS LST-60 foi um navio de guerra norte-americano da classe LST que operou durante a Segunda Guerra Mundial.

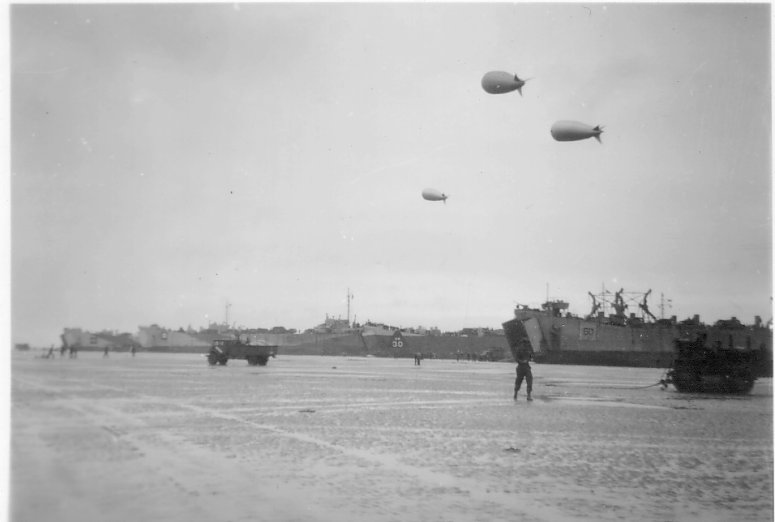
USS LST-60 e LST-30.